# كيث أندرو
كيث أندرو (15 ديسمبر 1929 في المملكة المتحدة - 27 ديسمبر 2010) (بالإنجليزية: Keith Andrew)‏ هو لاعب كريكت بريطاني. شارك مع منتخب إنجلترا للكريكت. أما مع النوادي، فقد لعب مع نادي مقاطعة نورثامبتونشير للكريكت ‏.

## وصلات خارجية
- كيث أندرو على موقع إي آس بي آن كريك إنفو (الإنجليزية)